# Тюменский индустриальный университет
Тюменский индустриальный университет (до 7 апреля 2016 года — Тюменский государственный нефтегазовый университет и Тюменский государственный архитектурно-строительный университет) — высшее учебное заведение Тюмени. Один из региональных опорных университетов. Готовит специалистов для нефтегазовой и строительной отраслей. 

## История
Свою родословную Тюменский индустриальный университет ведет от учебно-консультационного пункта Уральского политехнического института, открытого в Тюмени в 1956 году. 20 августа 1956 года был издан приказ № 666 Министерства высшего и среднего специального образования СССР об организации в Тюмени учебно-консультационного пункта (УКП) заочного факультета Уральского политехнического института им. С. М. Кирова. Заведующим УКП был назначен Федор Иванович Гурьев

#### Тюменский индустриальный институт
Учебно-консультационный пункт Уральского политехнического института, открытый в Тюмени в 1956 году, вошел в состав Тюменского индустриального института в 1963 году. 4 декабря 1963 вышло постановление № 1208 Совета министров СССР об образовании индустриального института. На базе действующего УКП в 1964 году был создан Тюменский индустриальный институт. Его возглавил доцент УПИ Анатолий Косухин.
В начале июня 1964 года на должность декана нефтегазопромыслового факультета был назначен Виктор Копылов.
В 1965 году из нефтегазопромыслового факультет выделился геологоразведочный.
В 1966 году организована кафедра геологии и разведки нефтяных и газовых месторождений. Основателем кафедры являлся член-корреспондент АН СССР, д. г-м. н., профессор Иван Нестеров.

#### Тюменский инженерно-строительный институт
В мае 1969 г. Постановлением Совета Министров СССР №397 было принято решение о создании и организации на базе строительного факультета ТИИ самостоятельного вуза – Тюменского инженерно-строительного института (ТИСИ). В 1971 году для Тюмени образование четвертого по счету высшего учебного заведения стало событием неординарным.
Первым ректором ТИСИ был назначен кандидат технических наук, доцент Михаил Васильевич Мальцев.
Студенты обучались в здании на вершине Затюменского мыса, между Троицким монастырем и Крестовоздвиженской церковью, которое было построено в 1914 г.
В 1995 году институт получил статус академии – Тюменская архитектурно-строительная академия (ТюмГАСА), в 2005 – университета -  Тюменский архитектурно-строительный университет (ТюмГАСУ).

#### Тюменский индустриальный институт им. Ленинского комсомола
В 1974 году научно-педагогический коллектив ТИИ включал в себя 30 докторов наук, профессоров и около 200 кандидатов наук.
В 1976 образован факультет трубопроводного транспорта. В 1978 году впервые на учебу в ТИИ прибыли 24 человека из дружественных стран – Монголии и Болгарии
6 декабря 1978 года Тюменскому индустриальному институту было присвоено имя Ленинского комсомола, через несколько месяцев премии Ленинского комсомола был удостоен и студенческий научный центр.
В 1988 год создан институт повышения квалификации и переподготовки кадров. В 1993 году был создан городской технический лицей.

#### Тюменский государственный нефтегазовый университет
В 1994 году название было изменено на «Тюменский государственный нефтегазовый университет». ТИИ получил статус университета. Приказом Государственного Комитета РФ по высшему образованию № 524 от 26 мая 1994 года «О переименовании высших учебных заведений и филиалов» Тюменский индустриальный институт переименован в Тюменский государственный нефтегазовый университет (ТюмГНГУ).
В 1995 году созданы филиалы в Тобольске, Ноябрьске, Нефтеюганске, Новом Уренгое, Надыме, Урае, Лангепасе, Ишиме, Когалыме, Нягани, Нижневартовске.
В 1996 году образован институт дополнительного образования.
В 1997 г. на базе ГРФ, ЗапСибНИГНИ, НИИГиГ и НИИГИПР был организован Институт геологии и геоинформатики.
В 1999 г. - создан филиал в г. Муравленко.
В 2000 году открыт филиал ТюмГНГУ в г. Павлодаре (Казахстан).
В 2002 году Тюменский машиностроительный техникум вошел в состав ТюмГНГУ.
26 августа 2003 года – состоялось открытие Библиотечно-информационного центра ТюмГНГУ.
В декабре 2003 у университета появился свой сайт.
27 ноября 2015 года ПАО «Газпром» принял решение о придании Тюменскому государственному нефтегазовому университету статуса своего опорного вуза.
В октябре 2015 года университет запустил региональный проект «Школа инженерного резерва».

#### Тюменский индустриальный университет
29 декабря 2015 года Министром образования и науки Российской Федерации Д. В. Ливановым подписан приказ №1535 о реорганизации путем присоединения к Тюменскому государственному нефтегазовому университету Тюменского государственного архитектурно-строительного университета.
25 марта 2016 года вышел приказ № 314 Министерства образования и науки РФ о переименовании ТюмГНГУ в Тюменский индустриальный университет.
В 2018 году стартовал новый образовательный проект «Высшая инженерная школа EG».
22 января 2024 приказом Министерства науки и высшего образования Российской Федерации на должность и. о. ректора ТИУ назначен Юрий Сергеевич Клочков.

## Руководители
- 1956 г. Гурьев Федор Иванович (УКП)
- 1963 г. Косухин Анатолий Николаевич (ТИИ)
- 1971 г. Мальцев Михаил Васильевич (ТИСИ)
- 1973 г. Копылов Виктор Ефимович (ТИИ)
- 1986 г. Каналин Валентин Григорьевич (ТИИ)
- 1990 г. Карнаухов Николай Николаевич (ТИИ, ТюмГНГУ)
- 1993 г. Чикишев Виктор Михайлович (ТИСИ, ТюмГАСА, ТюмГАСУ)
- 2010 г. Новоселов Владимир Васильевич (ТюмГНГУ)
- 2013 г. Набоков Александр Валерьевич (ТюмГАСУ)
- 2015 г. Новоселов Олег Александрович (ТюмГНГУ, ТИУ)
- 2017 г. Ефремова Вероника Васильевна (ТИУ)
- 2024 г. Клочков Юрий Сергеевич (ТИУ)

## Международная деятельность
ТИУ участвует в 6 международных консорциумах (консорциум Университетов Арктики, Ассоциация университетов России и Индии, Российско-Кыргызский консорциум технических университетов в, Международный консорциум архитектурно-строительных университетов «Один пояс-один путь», Ассоциация технических университетов России и Китая, Всемирная Сеть Энергетических Университетов).

## Рейтинги
По итогам 2021—2022 гг. ТИУ вошел в рейтинг «Лучших вузов России» по версии hh.ru и занял 45 место, по итогам 2022—2023 гг. — 81 место.
В рейтинге «Лучших региональных вузов России» по версии hh.ru занял пятую позицию.
Результаты рейтинга по уровню востребованности выпускников работодателями RAEX — 41 место (2023 год), 36 место (2022 год), 45 место (2021 год), 46 место (2020 год), 46 место (2019 год).
В национальном рейтинге университетов Интерфакс по итогам работы в 2022 году ТИУ занял 26 место по направлению «Инновации» и 58 место по направлению «Исследования».

## Структура

### Институты
- Институт Геологии и Нефтегазодобычи (ИГИН)
- Институт Транспорта (ИТ)
- Институт Промышленных Технологий и Инжиниринга (ИПТИ)
- Строительный институт (СТРОИН)
- Институт Сервиса и Отраслевого управления (ИСиОУ)
- Институт Архитектуры и Дизайна (АРХИД)
- Институт дополнительного и дистанционного образования (ИДДО)
- Высшая Инженерная школа (ВИШ EG)
- Высшая школа Цифровых Технологий (ВШЦТ)

### Филиалы
- Филиал ТИУ в г. Ноябрьск
- Сургутский институт нефти и газа — филиал ТИУ в г. Сургут
- Филиал ТИУ в г. Нижневартовск
- Тобольский индустриальный институт — филиал ТИУ в г. Тобольск

### Колледжи
- Многопрофильный колледж (МПК)

### Лицеи
- Общеобразовательный лицей ТИУ[13]

Лицей реализует общеобразовательную программу для учеников 10-11 классов по технологическому профилю.

## Известные выпускники
См. также категорию: Выпускники Тюменского государственного архитектурно-строительного университета